# Trade marketing
A trade marketing a marketing új területe, amely nemcsak közvetlenül a fogyasztóra, hanem a kereskedőre is fókuszál, és olyan tevékenységeket foglal magába, amelyek a gyártó vállalatnak a kiemelt vevőkkel (általában  nagykereskedőkkel vagy kiskereskedőkkel) való összehangolt stratégiai együttműködését jelentik, a fogyasztói igények minél jobb kielégítése, a fogyasztói elégedettség, végső soron a márkahűség fokozása érdekében. (A trade marketing kifejezés nem azonos értelmű a magyar megfelelőjével, a kereskedelmi marketinggel, mivel az utóbbi kifejezés inkább a kereskedő vállalatok marketingtevékenységére használatos. A trade marketing kifejezésnek semmiféle összefüggése nincs a védjegyekkel (angolul trade mark) kapcsolatos tevékenységekkel.)

## Céljai
A "trade marketing a vásárlóra és a kereskedőre fókuszál. A kereskedőre, hiszen ő dönti el, hogy egy adott boltban, hálózaton milyen választék-, ár-, akciós és kihelyezési politika valósuljon meg. Vagyis hogy mit, hogyan talál meg, megtalálhat-e egyáltalán a betérő vevő. A kereskedő az első szűrő, az első szűk keresztmetszet a márka és a fogyasztó között. Ezért is fontos, hogy a boltokban, a vásárlás helyén melyik márka hogyan, milyen kihelyezésben jelenik meg. Sok márka piaci szereplését az üzletekben elfoglalt helye, másodlagos kihelyezése határozza meg. Ezekért a kiemelkedő helyekért, forró pontokért folyó harcot (angolul storewars), a polcokon betöltött pozícióért (angolul shelfspace) való küzdelmet a kategóriamenedzsment szabályai között próbálják a kereskedők és a szállítók optimalizálni."

## Stratégiai alapelvek
A trade marketingben a "klasszikus" marketing mintájára ismerünk 4P és 6(+1)P marketingmixeket.

### A 4P
- Presence (termékválaszték)
- Pricing (árazási politika)
- Placement (kihelyezés)
- Promotional strategy (promóciós stratégia)

### A 6(+1)P
A 4P fenti elemeihez járulnak még
- Proposition (ajánlat, a közös lehetőségek)
- Pack (a teljes, komplex ajánlati csomag)
- (és esetleg) People (az emberi oldal elemzése)[2]

## Adatgyűjtés és elemzés a trade marketingben
A tervezés fontos előfeltétele az adatgyűjtés és az adatok elemzése a következő területeken:
1. Az értékesítés alakulása, a tényleges eladás összehasonlítása a tervvel
2. Csatorna- és kategóriaelemzés
3. A vevőknek adott tényleges kereskedelmi engedmények a tervhez viszonyítva
4. A trade marketing költségvetési terv összehasonlítása a tényleges költésekkel
5. A tényleges listázottság összehasonlítása a tervvel
6. Promóciók hatásának elemzése
7. Árelemzés, árréselemzés
8. Versenytársak tevékenysége
9. Disztribúcióelemzés
10. Készlethiány és túlkészletezés elemzése
11. Polcrészesedés, polci kihelyezés minősége
12. Másodkihelyezések vizsgálata
13. Reklámanyagok használata[3]

## A tervezés tárgykörei
1. költségvetés
2. listázási célok értékesítési csatornánként és vevőnként
3. Kategóriamenedzsment tervezése
4. POS-stratégia, merchandising alapelvek kidolgozása
5. Értékesítést közvetlenül ösztönző programtervek
6. Kóstoltatási, árubemutatási promóciós terv
7. Partnerösztönző rendszerek kis- és nagykereskedők számára
8. Reklámanyagterv
9. Promóciós anyag- és árukészlet-tervezés
10. Esemény trade marketing
11. Motivációk, versenyek saját üzletkötőknek
12. Kereskedelmi kommunikáció terve
13. Piackutatások tervezése[4]

## Lásd még
- Marketing
- Merchandising
- Promóció (marketing)

## Külső hivatkozások
- Marketing dictionary
- Trade Marketing and Commercial Strategies - Università di Parma
- Trade Marketing

1. ↑  Csiby Ágnes - Havasiné Kátai Ildikó - Hermann Zsuzsanna: Trade marketing a mindennapokban. 11. old.
2. ↑  Csiby Ágnes - Havasiné Kátai Ildikó - Hermann Zsuzsanna: Trade marketing a mindennapokban. 34- 35. old.
3. ↑  Csiby Ágnes - Havasiné Kátai Ildikó - Hermann Zsuzsanna: Trade marketing a mindennapokban. 78- 82. old.
4. ↑  Csiby Ágnes - Havasiné Kátai Ildikó - Hermann Zsuzsanna: Trade marketing a mindennapokban. 46- 52. old.